# Peltephilus
Peltephilus is een geslacht van uitgestorven zoogdieren die voorkwamen van het Oligoceen tot Mioceen in wat nu Zuid-Amerika is.

## Kenmerken
Deze dier bezaten een rugpantser dat was samengesteld uit taaie, in banden gerangschikte, verhoornde beenplaatjes, die verbonden waren met de onderliggende huid. Op de neus bevonden zich een soort hoorntjes, die niet vergroeid waren met de schedel. Hoewel het dier een lid was van de tandarmen, had het toch grote tanden. De dieren hadden waarschijnlijk een omnivore levenswijze, maar het is ook mogelijk, dat de tanden een aanpassing waren voor een carnivore of aasetende levenswijze. Aan de poten hadden ze vervaarlijk uitziende klauwen.

## Vondsten
Fossielen van deze dieren werden gevonden in de Santa Cruz-formatie en de Sarmiento-formatie in Patagonië.